# Discografia degli All That Remains

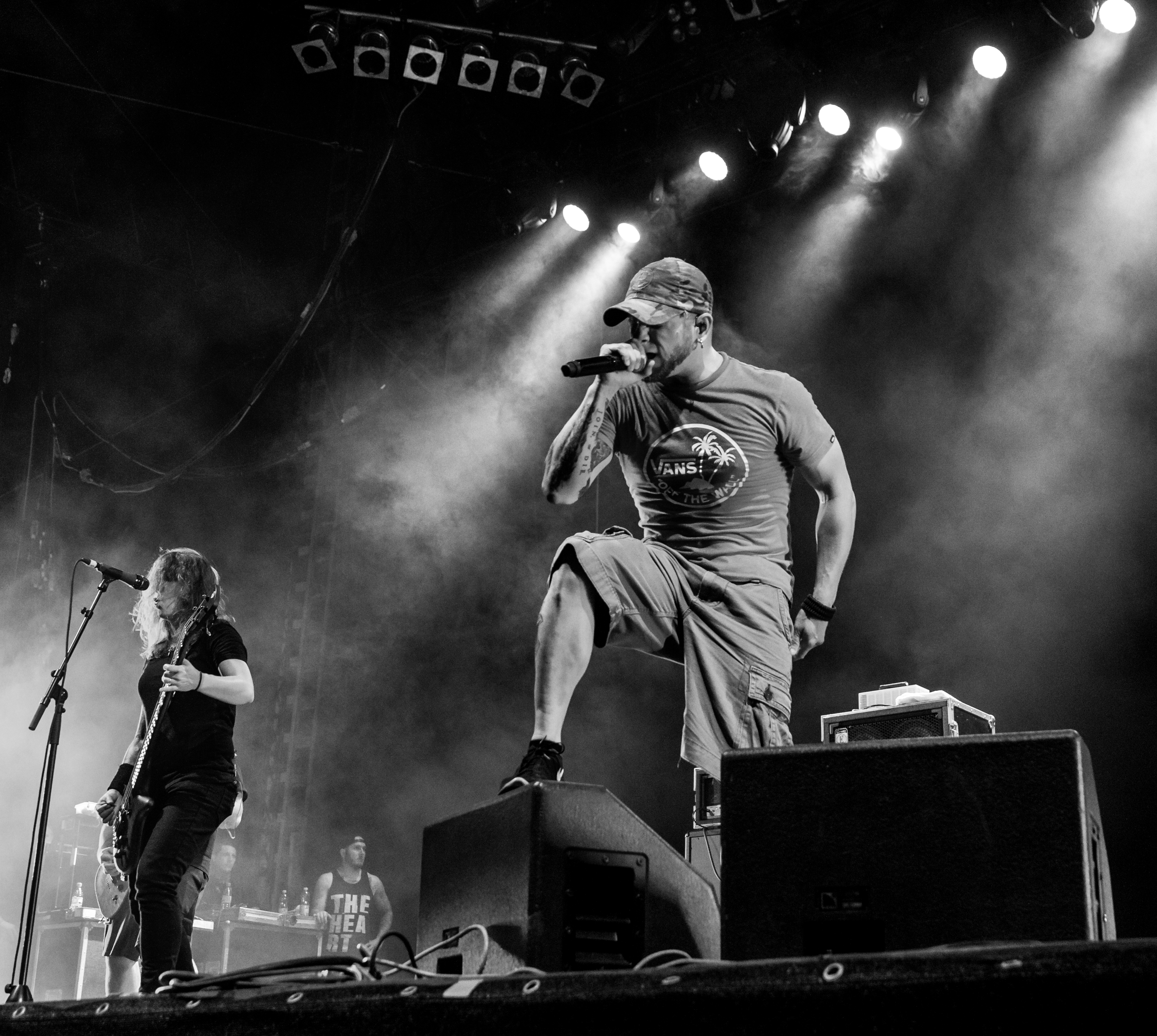
All That Remains

## Album in studio
| Anno | Album                                                                                                  | Posizione più alta | Posizione più alta | Posizione più alta | Posizione più alta | Posizione più alta | Posizione più alta | Posizione più alta | Posizione più alta | Posizione più alta     |
| Anno | Album                                                                                                  | [ 1 ]              | Digital            | Hard Rock          | Independent        | Rock               | Tastemaker         | [ 7 ]              | [ 8 ]              | Regno Unito (bandiera) |
| ---- | --- | ------------------ | ------------------ | ------------------ | ------------------ | ------------------ | ------------------ | ------------------ | ------------------ | ---------------------- |
| 2002 | Behind Silence and Solitude - Data: 26 marzo 2002 - Etichetta: Prosthetic Records, Metal Blade Records | —                  | —                  | —                  | —                  | —                  | —                  | —                  | —                  | —                      |
| 2004 | This Darkened Heart - Data: 23 marzo 2004 - Etichetta: Prosthetic Records, Razor & Tie                 | —                  | —                  | —                  | —                  | —                  | —                  | —                  | —                  | —                      |
| 2006 | The Fall of Ideals - Data: 11 luglio 2006 - Etichetta: Prostetic Records, Razor & Tie                  | 75                 | —                  | —                  | —                  | —                  | —                  | —                  | 194                | —                      |
| 2008 | Overcome - Data: 16 settembre 2008 - Etichetta: Prostetic Records, Razor & Tie                         | 16                 | 16                 | 5                  | —                  | 5                  | 8                  | 15                 | 82                 | 174                    |
| 2010 | For We Are Many - Data: 12 ottobre 2010 - Etichetta: Prostetic Records, Razor & Tie                    | 10                 | 8                  | 1                  | —                  | 2                  | 12                 | 7                  | 91                 | —                      |
| 2012 | A War You Cannot Win - Data: 6 novembre 2012 - Etichetta: Razor & Tie                                  | 13                 | 12                 | 2                  | 3                  | 4                  | 11                 | 12                 | 84                 | —                      |
| 2015 | The Order of Things - Data: 24 febbraio 2015 - Etichetta: Razor & Tie                                  | 25                 | 17                 | 3                  | 3                  | 5                  | 23                 | 17                 | 150                | —                      |
| 2017 | Madness - Data: 28 aprile 2017 - Etichetta: Razor & Tie                                                |                    |                    |                    |                    |                    |                    |                    |                    | —                      |
| 2018 | Victim of the New Disease - Data: 9 novembre 2018 - Etichetta: Razor & Tie                             |                    |                    |                    |                    |                    |                    |                    |                    | —                      |

## Album dal vivo
| Anno | Titolo                                                                  |
| ---- | ----------------------------------------------------------------------- |
| 2007 | All That Remains: Live - Data: 30 ottobre 2007 - Etichetta: Razor & Tie |

## Singoli
| Anno | Titolo                       | Posizione più alta | Posizione più alta | Posizione più alta | Album                |
| Anno | Titolo                       | Alternative        | Mainstream         | Rock               | Album                |
| ---- | ---------------------------- | ------------------ | ------------------ | ------------------ | -------------------- |
| 2004 | The Deepest Gray             | —                  | —                  | —                  | This Darkened Heart  |
| 2004 | This Darkened Heart          | —                  | —                  | —                  | This Darkened Heart  |
| 2006 | This Calling                 | —                  | 14                 | —                  | The Fall of Ideals   |
| 2006 | The Air That I Breathe       | —                  | —                  | —                  | The Fall of Ideals   |
| 2007 | Not Alone                    | —                  | —                  | —                  | The Fall of Ideals   |
| 2008 | Chiron                       | —                  | 18                 | —                  | Overcome             |
| 2008 | Two Weeks                    | 38                 | 8                  | 41                 | Overcome             |
| 2009 | Forever In Your Hands        | —                  | —                  | —                  | Overcome             |
| 2010 | Hold On                      | —                  | 10                 | 27                 | For We Are Many      |
| 2011 | The Last Time                | —                  | 8                  | 25                 | For We Are Many      |
| 2011 | The Waiting One              | —                  | 5                  | 27                 | For We Are Many      |
| 2012 | Stand Up                     | 15                 | 1                  | —                  | A War You Cannot Win |
| 2013 | Asking too Much              | 8                  | 3                  | —                  | A War You Cannot Win |
| 2013 | What If I Was Nothing?       | —                  | 1                  | —                  | A War You Cannot Win |
| 2015 | This Probably Won't End Well | —                  | 11                 | 28                 | The Order of Things  |
| 2015 | For You                      | —                  | 15                 | —                  | The Order of Things  |
| 2015 | Victory Lap                  | —                  | 18                 | —                  | The Order of Things  |

## Video musicali
| Anno | Brano                        | Regista                    |
| ---- | ---------------------------- | -------------------------- |
| 2004 | The Deepest Grey             | Ian McFarland              |
| 2004 | This Darkened Heart          | Dale Resteghini            |
| 2004 | Tattered On My Sleeve        | David Brodsky              |
| 2006 | This Calling                 | Frankie Nasso              |
| 2006 | The Air I Breathe            | Darren Doane               |
| 2006 | Not Alone                    | Soren Kragh-Jacobsen       |
| 2008 | Chiron                       | Brian Thompson             |
| 2008 | Two Weeks                    | Brian Thompson             |
| 2008 | Forever In Your Hands        | David Brodsky              |
| 2010 | Hold On                      | Ramon Boutviseth           |
| 2010 | The Last Time                | Nathan Cox                 |
| 2012 | Stand Up                     | P.R. Brown                 |
| 2013 | What If I Was Nothing        | Rasa Acharya e Dan Kennedy |
| 2015 | This Probably Won't End Well |                            |
| 2015 | For You                      |                            |
| 2015 | Victory Lap                  |                            |